# بئر عسكر
بئر عسكر قرية ومركز إداري تقع شمال غرب منطقة نجران، في الجنوب الغربي للمملكة العربية السعودية. تبعد عن مركز منطقة نجران 40 كلم. وهي قرية جبلية ترتفع عن سطح البحر مقدار 2300 متر، وتتخللها الأودية كوادي ذي حباب ووادي بضاء. تمتاز بالطقس المعتدل في فصل الصيف، وهطول الأمطار في مختلف أوقات العام، مما يجعلها مقصد سياحي لأهل المنطقة.

## الموقع
تقع قرية بئر عسكر على بعد 40 كلم، على الطريق الرئيسي الذي يربط منطقة نجران بمحافظة خميس مشيط بمنطقة عسير.

## التضاريس
تعتبر بئر عسكر ضمن نطاق الدرع العربي، على الأطراف الشرقية من سلسلة جبال السروات. وترتفع عن سطح البحر نحو 2300 متر. وتعتبر المنطقة من أغنى المناطق بمعدن الجرانيت الذي يتم إرساله إلى المصانع في المدن الرئيسية كالرياض وجدة، والطائف.

### الأودية
تتخلل مرتفعات بئر عسكر عدة أودية مثل وادي الغثمة في الشمال الغربي، وادي ذي حباب شرقا، ووادي بضاء في الشمال الشرقي، وفي الغرب وادي لقمع. وتزخر هذه الأودية بالحياة النباتية والفطرية، حيث تنتشر فيها أشجار القرض والسدر والطلح، والبشام والعشر والوهط، إضافة إلى العصار والقفل والوهط والكداد، وشجيرات الثمام والقطف، والحرمل والشرفث، ونباتات القطب والهدر والقصام والحريث.